# گمینا کاجدوو
گمینا کاجدوو (به لهستانی:  Gmina Kadzidło) یک گمینا در لهستان است که در شهرستان اوستروونکا واقع شده‌است. گمینا کاجدوو ۲۵۸٫۹۴ کیلومتر مربع مساحت و ۱۱٬۴۴۴ نفر جمعیت دارد.